# 335 î.Hr.

## Evenimente
335 Î.Hr- Bătălia de la Dunăre(între Macedoneni și Geți)

## Nașteri
- dată necunoscută: Herophilos  (d. 280 î.Hr.)